# Los Ferragnez
The Ferragnez  es una serie de TV italiana producida por Banijay Italia en 2021 para Amazon Prime Video. Está protagonizada por Chiara Ferragni y Fedez, seudónimo de Federico Leonardo Lucia) y narra la vida de la famosa pareja italiana. 

## Argumento
La serie The Ferragnez  documenta la vida de Chiara Ferragni y Fedez, a través de varias sesiones de terapia de pareja, en las que ambos cuentan sus historias, comparten puntos de vista y describen los últimos acontecimientos de sus vidas.
La serie muestra viajes y eventos lujosos, pero también importantes reflexiones sobre algunos momentos importantes vividos por la pareja. 
Desde los más felices, como el nacimiento de su segunda hija Vittoria, hasta los momentos más difíciles, como la crisis de pareja que tuvieron que afrontar tras la enfermedad de Fedez.

## Reparto y personajes
- Chiara Ferragni
- Fedez
- Leone Baruh - Psicoterapeuta
- Leone Lucia Ferragni
- Vittoria Lucia Ferragni
- Valentina Ferragni
- Francesca Ferragni
- Marina Di Guardo
- Marco Ferragni
- Tatiana - Annamaria Berrinzaghi
- Franco Lucia
- Nonna Ciana - Luciana Violini
- Fabio Maria Damato - Manager Chiara Ferragni [3]

### Personajes secundarios
- J-AX
- Luis Sal
- Francesca Michielin
- Simona Ventura

## Producción

#### Dirección
Francesco Imperato

#### Guion
Giovanni Todescan

#### Fotografìa
David LaChappelle 

## Temporadas

### Primera temporada
La primera temporada de la serie está disponible en Amazon Prime Video desde el 9 de diciembre de 2021, y consta de siete episodios. 
| N.º | Título              |
| --- | ------------------- |
| 1   | It's Christmas Time |
| 2   | Opposites Attract   |
| 3   | Star & Groupie      |
| 4   | In Your Shoes       |
| 5   | Baby Shower         |
| 6   | Sanremo             |
| 7   | Vittoria            |
| 8   | New Life            |

### Segunda temporada
La segunda temporada consta de siete episodios. Los cuatro primeros episodios están disponibles en la plataforma Amazon Prime Video desde el 18 de mayo de 2023; los tres últimos episodios están disponibles desde el 25 de mayo. Los episodios duran unos 30 minutos. 
| N.º | Título               |
| --- | -------------------- |
| 1   | Back Again           |
| 2   | ...and the City      |
| 3   | Then Comes The Sun   |
| 4   | Familyz              |
| 5   | Back on stage        |
| 6   | With a little help…  |
| 7   | In love in Portofino |

#### Los Ferragnez: Sanremo Special
El episodio especial El especial Ferragnez - Sanremo narra entre bastidores el relevante acontecimiento mediático en el que participaron los dos protagonistas, el festival de San Remo. 
Es la primera vez en televisión de Chiara Ferragni como copresentadora de Sanremo 2023, el festival de la canción italiana.
Durante el festival, Fedez también se encuentra en Sanremo para trabajar en su podcast y para actuar en directo en el festival. 
Los dos se encuentran en el mismo lugar pero con papeles diferentes. Sin embargo, un gesto inesperado durante el último episodio altera el equilibrio de la pareja más sonada de Italia.
Una vez más, a través de las sesiones de terapia, la pareja cuenta los bastidores del escándalo más sonado del festival; el beso entre Fedez y Rosa Chemical en directo en todo el país. 

## Recepción
Crítica
La serie de televisión fue aclamada por la crítica en el sitio IMBD con una puntuación de 6,3 sobre 10.